# Roland Göhler
Roland Göhler (n. 26 martie 1943, Meißen, Saxonia, Germania Nazistă) este un canotor ce a reprezentat Republica Democrată Germană, medaliat olimpic. A participat la o ediție a Jocurilor Olimpice (1968) în care a câștigat o medalie de argint.

## Participări
Lista de mai jos prezintă principalele competiții la care a participat Roland Göhler de-a lungul carierei.
- rowing at the 1968 Summer Olympics – men's coxed four[*][5]